# Olga Viluchina
Olga Viluchina, född 22 mars 1988 Mezhgorye, Basjkiriska ASSR i Sovjetunionen, är en rysk skidskytt. Hon har tävlat i världscupen sedan säsongen 2008/2009 och hennes främsta placering är en femteplats som hon tog i sprinten den 13 januari 2012.
Hon knep en bronsmedalj i jaktstart i Världsmästerskapen i skidskytte 2012. Vid Olympiska vinterspelen 2014 vann hon ett silver i sprint.
Viluchina är från Basjkirien.